# Guillem I de Montferrat
Guillem I va ser el fundador de la família Aleramici família que va governar Montferrat durant quatre segles. Va ser el pare d'Aleram de Montferrat, primer marquès de Montferrat.
D'acord amb la Gesta Berengarii Imperatoris, Guillem era un franc que va creuar els Alps entre el 888 i el 889 dirigint un grup de 300 soldats. Es dirigien a lluitar per a Guiu III de Spoleto contra Berenguer I d'Itàlia per la per la Corona de Ferro de Llombardia. Es va instal·lar al nord d'Itàlia, recolzat per Guiu, on va rebre el títol de comes (comte). És probable que Guillem recolzés a Berenguer I després de la mort de Guiu. Es va mantenir fidel a Berenguer durant la rebel·lió d'Adalbert II d'Ivrea, i per aquest motiu apareix el 921 citat al costat d'altres dos comtes, Giselbert i Samsó, i a l'arquebisbe de Milà, Lamberto, com dilectissimi fideles de l'emperador del Sacre Imperi Romanogermànic. Guillem també apareix citat com illustres comites.
Després de la mort de Berenguer I, va tornar a canviar les seves lleialtats. Apareix anomenat per última vegada en un escrit de 924 on intervé en nom del bisbe de Piacenza a favor de Rodolf II de Borgonya, pretendent a la corona d'Itàlia. No es torna a saber res més d'ell, fins al 933 que apareix en un diploma del seu fill, per la qual cosa la seva mort s'hi fixa entre 924 i 933. Tanmateix, alguns historiadors del segle xix com Malaspina, i d'altres del segle XX com Usseglio i Cognasso, consideren que encara estava viu el 961 basant-se en una defectuosa interpretació de la carta fundacional del monestir de Grazzano, fundat per Aleram de Montferrat.